# يورغ هوفمان
يورغ هوفمان (بالألمانية: Jörg Hoffmann)‏ (و. 1963  م) هو متسابق على الجليد بمزلاجة، ومنافس ألعاب قوى من ألمانيا، وألمانيا الشرقية، ولد في زوندرسهاوزن، شارك في الزحافات الثلجية في الألعاب الأولمبية الشتوية 1984 – زوجي ‏، والزحافات الثلجية في الألعاب الأولمبية الشتوية 1988 – زوجي ‏.

## جوائز
حصل على جوائز منها:

وسام الاستحقاق الوطني الذهبي

## روابط خارجية
- يورغ هوفمان على موقع اللجنة الأولمبية الدولية (الإنجليزية)
- يورغ هوفمان على موقع أوليمبيديا (الإنجليزية)